# Claus Herberhold
Claus Herberhold (* 24. Februar 1938 in Soest; † 15. September 2021) war ein deutscher HNO-Arzt.

## Leben
Claus Herberhold studierte Medizin an der Eberhard Karls Universität Tübingen. Seit 1957 war er Mitglied der katholischen Studentenverbindung AV Guestfalia Tübingen.  1963 wurde er mit der Dissertation Über die intrathyreoidalen Lymphbahnen des erwachsenen Menschen in Tübingen zum Dr. med. promoviert.
Die fachärztliche Ausbildung zum HNO-Arzt durchlief er bei Hugo Eickhoff an den Städtischen Krankenanstalten Aachen und bei Walter Becker in Bonn. In Aachen habilitierte er sich 1972 und 1973 erfolgte die Umhabilitation in Bonn.
Von 1978 bis 1985 leitete er die HNO-Universitätsklinik Hamburg, anschließend übernahm er die Leitung der HNO-Universitätsklinik Bonn, die er bis 2003 ausübte.
Seine klinischen Arbeitsschwerpunkte waren die Chirurgie der oberen Luft- und Speisewege, die Trachealtransplantation, die klinisch-chirurgische Onkologie und die elektrophysiologische Funktions-Diagnostik an den fachbezogenen Sinnesorganen und Hirnnerven.

## Forschung und Lehre
Die Schwerpunkte seiner wissenschaftlichen Arbeit lagen in der Pathophysiologie des zervikalen Lymphbahnensystems, die Riech- und Schmeckstörungen sowie die Physiologie und Pathophysiologie der Nasennebenhöhlen.

## Werke
- Nachweis und Reizbedingungen olfaktorisch und rhinosensibel evozierter Hirnrindensummenpotentiale sowie Konzept einer klinischen Computer-Olfaktometrie. Aachen, 1972.
- Oto-Rhino-Laryngologie in Klinik und Praxis. Thieme, Stuttgart 1995.
- Kopf- und Hals-Chirurgie. Thieme, Stuttgart 1998.